# François Arnaud (acteur)
Pour les articles homonymes, voir Arnaud et François Arnaud.
François Arnaud, né François Barbeau le 5 juillet 1985 à Montréal, est un acteur canadien. Il est surtout connu pour son rôle en tant que Cesare Borgia dans la série dramatique d'époque de Showtime, The Borgias, Manfred Bernardo sur NBC Midnight, Texas et Tommy Castelli sur UnReal.

## Biographie
François Arnaud est né le 5 juillet 1985 à Montréal. Il a été formé au Conservatoire d'art dramatique de Montréal en 2007.
Il a une sœur cadette.
Le Vancouver Film Critics Circle lui a remis un prix d'interprétation pour sa performance dans J'ai tué ma mère, premier film de Xavier Dolan.

### Vie privée
Il a été en couple avec Holliday Grainger de 2011 à 2012, Evelyne Brochu de 2012 à 2014 et Sarah Gadon en 2014.
En septembre 2020, il déclare sur Instagram : « Je me suis toujours considéré bisexuel ».
Depuis 2022, il partage sa vie avec l’acteur Marc Bendavid.

## Carrière

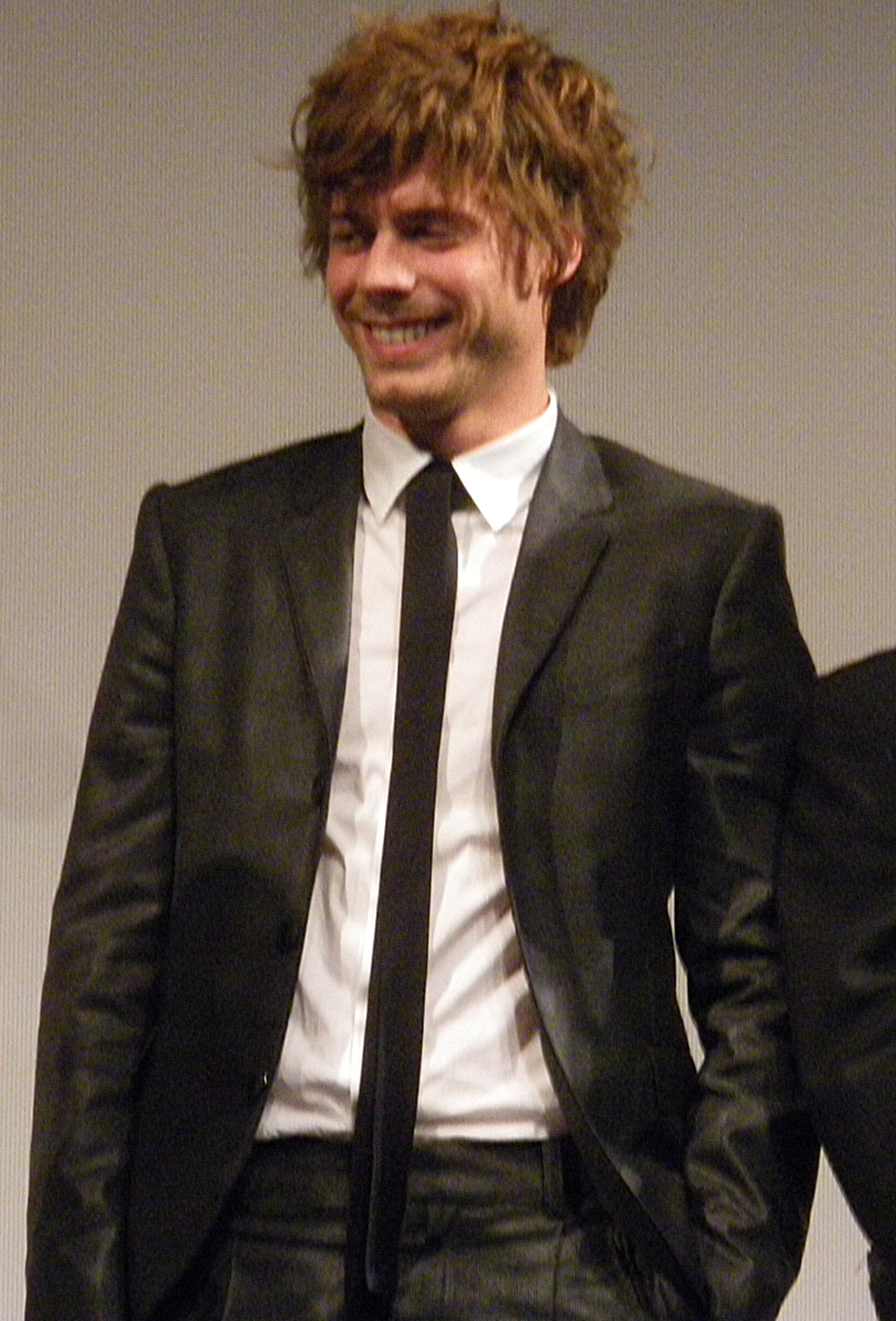
François Arnaud en 2009

François Arnaud commence sa carrière à la télévision en 2009 dans 3 épisodes de Taxi 0-22. Il enchaîne au cinéma avec J'ai tué ma mère de Xavier Dolan et Les Grandes Chaleurs de Sophie Lorain.
Entre 2009 et 2010 il obtient un rôle dans Yamaska. Par la suite, il joue aux côtés de Jeremy Irons dans The Borgias, diffusée sur la chaîne Showtime de 2011 jusqu'en 2013.
On le retrouve au cinéma en 2015 dans le premier long métrage d'Éric Hannezo : Enragés, ainsi que dans La Reine garçon avec Sarah Gadon. Il enchaîne avec la série Blindspot.
En 2017, il décroche un des rôles principaux de Midnight, Texas, il joue également aux côtés de Rebecca Hall et Jason Sudeikis dans Permission. L'année suivante dans Unreal. Puis, il est à l'affiche du film Origami de Patrick Demers.
En 2019, il joue aux côtés de Minka Kelly dans She's in Portland ainsi que Butterfly in the Typewriter avec Diane Kruger, Skyler Samuels et Susan Sarandon.
En 2022, il est la vedette du film Norbourg dans le rôle de Vincent Lacroix.
En 2023, l'acteur québécois décroche un nouveau rôle aux États-Unis. Il partagera la vedette du drame In Transit.

## Filmographie

### Cinéma

#### Longs métrages
- 2009 : J'ai tué ma mère de Xavier Dolan : Antonin Rimbaud
- 2009 : Les Grandes Chaleurs de Sophie Lorain : Yannick Ménard
- 2013 : Copperhead de Ronald F. Maxwell : Warner Pitts
- 2013 : Morrocan Gigolos d'Ismaël Saidi : Nicholas
- 2014 : Amapola d'Eugenio Zanetti : Luke
- 2015 : Enragés d'Éric Hannezo : Vincent
- 2015 : The People Garden de Nadia Litz : Jamie
- 2015 : La Reine garçon (The Girl King) de Mika Kaurismäki : Karl Gustav Kasimir
- 2015 : Big Sky de Jorge Michel Grau : Clete
- 2016 : Jean of The Joneses de Stella Maghie : Jeremiah Rosen
- 2016 : The Man Who Was Thursday de Balazs Juszt : Thursday
- 2017 : Origami de Patrick Demers : David
- 2017 : Permission de Brian Crano : Dane
- 2018 : Rapid Eye Movement de Peter Bishai : Rick Weider
- 2020 : She's in Portland (en) de Marc Carlini : Luke
- 2020 : Paint de Michael Walker (en) : Connor Fontaine
- 2021 : The Winter House de Keith Boynton : Jesse
- 2022 : Marlowe de Neil Jordan : Nico Peterson[6]
- 2022 : La Switch de Michel Kandinsky : Marc Leblanc[7]
- 2022 : Norbourg de Maxime Giroud : Vincent Lacroix[8]
- 2022 : 23 Décembre de Miryam Bouchard : Alex
- 2023 : Au revoir le bonheur de Ken Scott : Nicolas Lambert
- 2025 : Twinless de James Sweeney (en) :

#### Courts métrages
- 2009 : Missing d'Anna Sikorski : Derek
- 2013 : Hamelin de Juan M. Urbina : The Piper
- 2020 : Esther's Choice d'Alia Azamat Ashkenazi : Michael
- 2022 : Tenderly d'Emma Kanter : James

### Télévision

#### Séries télévisées
- 2007 : C.A : Un serveur
- 2008 : Taxi 0-22 : Marc-André
- 2009 - 2010 : Yamaska : Théo Carpentier
- 2011 - 2013 : The Borgias : Cesare Borgia
- 2015 - 2016 : X Company : Rene
- 2015 - 2016 / 2020 : Blindspot : Oscar
- 2017 : Schitt's Creek : Sebastien Raine
- 2017 - 2018 : Midnight, Texas : Manfred Bernardo
- 2018 : Unreal : Tommy Castelli
- 2019 - 2021 : The Moodys (en) : Dan Moody
- 2022 : Surface : Harrison[9]
- 2023 : Yellowjackets : Paul
- 2023 : Code Quantum (Quantum Leap) : Curtis Bailey
- 2023 : Plan B : Patrick Landry
- 2025 : MR BIG : Jean-François « Jeff » Sauvageau

#### Téléfilms
- 2008 : Mon identité volée (Mistaken) de Richard Roy : Stefan
- 2017 : Du rêve au cauchemar (High School Lover) de Jerell Rosales : Christian Booth

## Théâtre
- 2007 : Tendres totems et croquis cruels de Francis Monty, mise en scène Benoît Vermeulen
- 2008 : L'Imprésario de Smyrne de Carlo Goldoni, mise en scène Carl Béchard, Théâtre du Nouveau Monde
- 2008 : L'Heure du lynx, de Per Olov Enquist, mise en scène Téo Spychalski, Théâtre Prospero
- 2009 : Réveillez-vous et chantez de Clifford Odets, mise en scène Luce Pelletier, Théâtre Prospero

## Voix françaises
| - Fabrice Josso dans : - The Borgias (série télévisée) - X Company (série télévisée) - Midnight, Texas (série télévisée) - Marlowe - Benjamin Egner dans : - Blindspot (série télévisée) - Du rêve au cauchemar (téléfilm) | - Jérémie Bédrune dans (les séries télévisées) : - Surface - Code Quantum Et aussi - Alexis Victor dans Permission - Anatole de Bodinat dans UnREAL (série télévisée) - Rémi Caillebot dans Yellowjackets (série télévisée) |